# 황금 말발굽

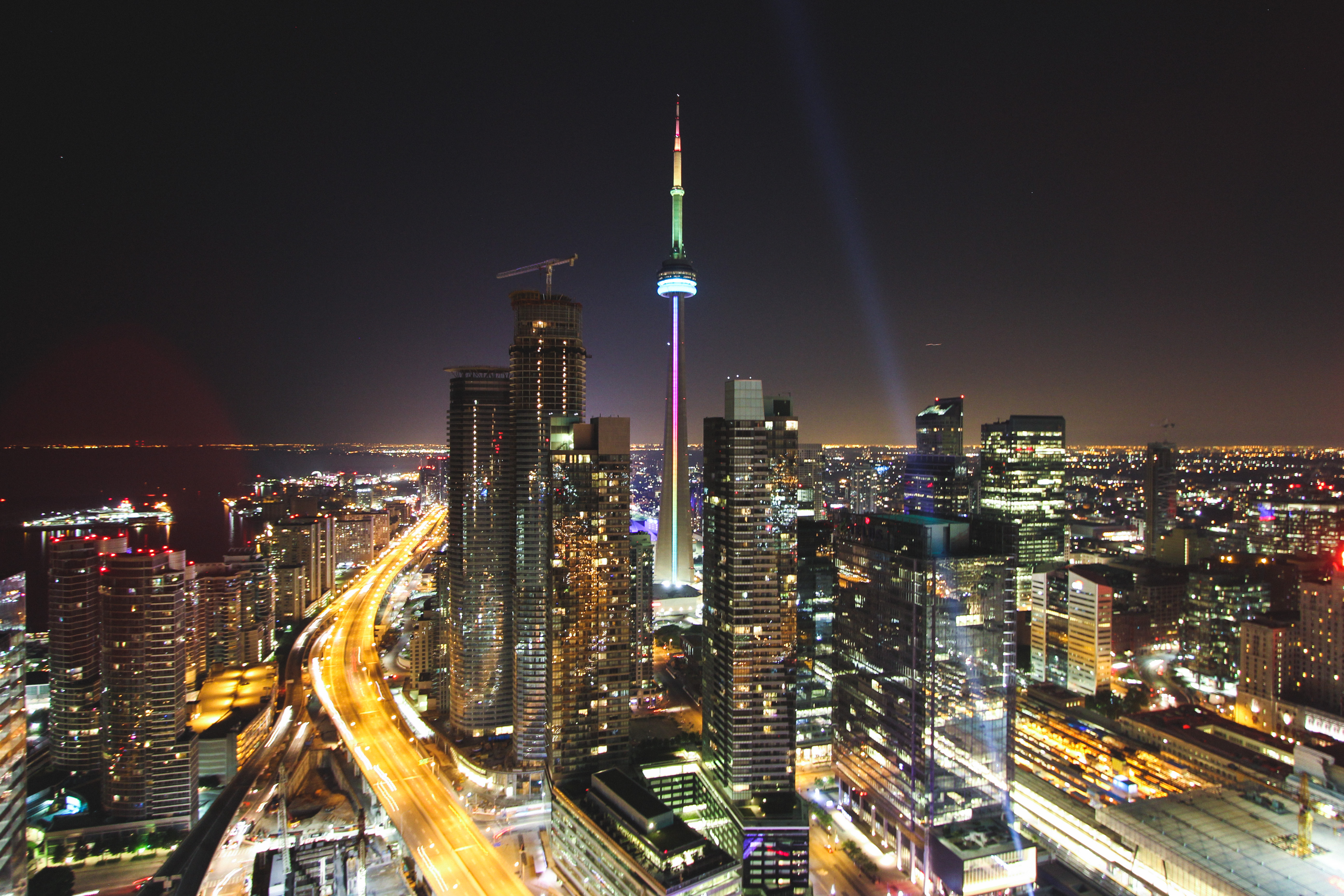

황금 말발굽(영어: Golden Horseshoe)은 주로 캐나다 온타리오주 남부 지방의 지역으로 온타리오호 서쪽 끝의 지역을 가리킨다. 이리호가 있는 남부 지역과 조지언만이 있는 북부까지 뻗어 있다. 이 지역의 인구 밀도는 캐나다의 다른 지역과 달리 상당히 높으며 많이 산업화되어 있다. 황금 말발굽은 대부분 그레이터 토론토와 해밀턴 지역, 퀘벡-윈저 회랑, 그리고 오대호 메갈로폴리스의 일부이다. 2011년에 876만명의 인구가 거주함으로써 황금 말발굽은 캐나다 인구의 26%를 구성하고 온타리오주 인구의 68%를 구성한다. 이로써 북아메리카의 여러 개의 큰 인구 밀집 지역 중에 하나로 꼽힌다. 지리적으로 이름이 붙인 남부 온타리오의 구역이지만 대황금 말발굽(영어: Greater Golden Horseshoe)이라는 용어도 황금 말발굽 지역의 근린까지 설명한다.